# Альпуэнте (тайфа)
Тайфа Альпуэнте (исп. Taifa de Alpuente) — средневековое мусульманское государство на востоке современной Испании, существовавшее в 1009—1106 годах. Оно включало в себя город Альпуэнте и окрестные территории. Правил тайфой берберский клан Бану Каси. В 1106 году Альпуэнте была завоёвана Альморавидами.

## Правители тайфы Альпуэнте
- Бану Каси
  - Абдаллах I ибн Касим Низам аль-Давла (1009—1030)
  - Мухаммад I Йумн аль-Давла ибн Абдаллах (1030—1042)
  - Ахмад ибн Мухаммад аль-Давла (1042—1043)
  - Мухаммад II ибн Ахмад (1043)
  - Абдаллах II ибн Мухаммад Низам аль-Давла (1043—1106)
- под контролем Альморавидов (с 1106)